# Маринеску, Текла
Текла Афанасие-Маринеску-Боркэня (рум. Tecla Afanasie-Marinescu-Borcănea; 4 января 1960, Констанца) — румынская гребчиха-байдарочница, выступала за сборную Румынии на всём протяжении 1980-х годов. Чемпионка летних Олимпийских игр в Лос-Анджелесе, дважды бронзовая призёрша чемпионатов мира, победительница многих регат национального и международного значения.

## Биография
Текла Маринеску родилась 4 января 1960 года в городе Констанца.
Первого серьёзного успеха на взрослом международном уровне добилась в 1983 году, когда попала в основной состав румынской национальной сборной и побывала на чемпионате мира в финском Тампере, откуда привезла награду бронзового достоинства, выигранную в зачёте четырёхместных экипажей на дистанции 500 метров.
Благодаря череде удачных выступлений удостоилась права защищать честь страны на летних Олимпийских играх 1984 года в Лос-Анджелесе — в составе четырёхместного экипажа, куда также вошли гребчихи Агафия Константин, Настасия Йонеску и Мария Штефан, обогнала всех своих соперниц на дистанции 500 метров и завоевала тем самым золотую олимпийскую медаль. Кроме того, стартовала здесь в зачёте одиночек, но оказалась в решающем заезде только четвёртой, немного не дотянув до призовых позиций.
После Олимпиады Маринеску осталась в основном составе гребной команды Румынии и продолжила принимать участие в крупнейших международных регатах. Так, в 1986 году она выступила на мировом первенстве в канадском Монреале, где добавила в послужной список ещё одну бронзовую медаль, полученную в четвёрках пятистах метрах. Вскоре по окончании этих соревнований приняла решение завершить карьеру профессиональной спортсменки, уступив место в сборной молодым румынским гребчихам.